# Zubizuri
Zubizuri (baskovsko za 'beli most'), imenovan tudi most Campo Volantin ali Puente del Campo Volantin, je viseč ločni most čez reko Nervión, imenovano tudi Ría de Bilbao, v Bilbau v Španiji. Most, ki ga je zasnoval arhitekt Santiago Calatrava, povezuje desni breg Campo Volantin in Uribitarte na levem bregu reke.
Medtem so bila steklena tla mostu prekrita s plastično preprogo. Manj lepa, a praktična rešitev problema, saj so stekleno dno in trakovi iz nerjavečega jekla, ki obdajajo steklena polja, v mokrem stanju zelo drseli.

## Opis
Zasnova je sestavljena iz nagnjenega loka, ki povezuje dve ploščadi, z dostopnimi klančinami in stopnicami na obeh bregovih, ki z železnimi kabli podpira strukturo za pešce. Celoten most je pobarvan v belo, kot je to običajno med strukturami Calatrave.
Od svoje otvoritve, skoraj sočasno z Guggenheimov muzej, Bilbao, je bil Zubizuri simbol novega Bilbaa in predstavljal še en turistični element Paseo de la Ría. 
Predstavlja običajni sprehod za goste hotelov Campo de Volantín preden pridejo do omenjenega muzeja.

## Kritika

### Objavljena kritika
Od odprtja je bil izpostavljen hvaljenju kot simbolu novega Bilbaa in privlačnosti za turizem. Profesor arhitekture Alexander Tzonis je zapisal:
 »Inteligenca, vitalnost in izvirnost ukrivljene konfiguracije mostu je izpodbijala običajnost in počasno propadanja urbanih okolij, kar je prineslo sporočilo upanja in vabilo k predstavljanju boljših razmer.«
Vendar so bili drugi strokovnjaki bolj dvoumni, inženir mostov Matthew Wells pravi: 
«Na žalost je ravnovesje lahke jeklene nadgradnje na konzolah konic opornikov napeto kot kiparska igrača in most se neprijetno dotika tal.«

### Zgodovina od odprtja
Most je obtožen tudi nepraktičnosti: lokalno je znan po steklenih ploščah, postavljenih v tla, ki lahko v mokrem podnebju mesta postanejo spolzke.
Prvotna zasnova mosta na levem bregu povezuje s pristaniščem Uribitarte in ne z višjo ulico Alameda Mazarredo. Lokalne oblasti so začasno postavile oder, ki se je povezal z mostom in ulico Mazarredo, vendar so ga zaradi protestov Calatrave odstranile.
.
Leta 2006 so lokalne oblasti pooblastile Arata Isozakija, da postavi novo pešpot od mostu do gradbišča stolpov Isozaki Atea. Calatrava se je leta 2007 odzval s tožbo proti Bilbau zaradi moralnih pravic do integritete njegove stvaritve (del intelektualne lastnine po španskem zakonu o avtorskih pravicah), ker je bila kovinska palica prerezana.
Župan Bilbaa Iñaki Azkuna je s podporo kolegov svetnikov trdil, da imajo pravice lastnikov (Bilbao) prednost pred pravicami arhitekta. Opozoril je tudi na zdrse in padce uporabnikov mostu ter na stroške zamenjave polomljenih steklenih plošč (6000 evrov na leto po besedah opozicijskega govornika Antonia Basagoitija, 250.000 evrov v desetih letih po občinskem poročilu). Pravniki in lokalni arhitekti so podprli položaj župana in menili, da spremembe ne vplivajo na pravice Calatrave.
Novembra 2007 se je sodnik strinjal s škodo ustvarjalčevih moralnih pravic, vendar je naklonjen lokalnemu svetu in dovolil, da je povezava Isozakija ostala. Calatrava je napovedal namero, da se bo zoper odločitev pritožil. Marca 2009 je višje sodišče Calatravi dodelilo 30.000 evrov odškodnine.